# Sgùrr a’ Ghreadaidh
A Sgùrr a’ Ghreadaidh (kiejtése: IPA: [s̪kuːᵲ ə ˈʝɾʲet̪ɪ]) a skóciai Skye szigetén található Fekete-Cuillin egyik csúcsa. Északi szomszédjával, a Sgùrr a’ Mhadaidh-val együtt szokták megmászni, a két hegyhez ugyanaz az útvonal vezet, csak a közöttük lévő nyereg legalacsonyabb pontján, az ún. An Dorusnál kell eltérni. A Cuillin az Egyesült Királyság legsziklásabb, ezért legnehezebben mászható terepe.

## Általános információk
Nevének jelentése "a verés/üvöltő szelek csúcsa" a gael gréidh ütni, verni jelentésű szóból. Dupla csúccsal rendelkezik, amelyek közül a déli az alacsonyabb négy méterrel. A kettő között egy vékony gerincen vezet át az út. Első megmászására 1870-ben került sor két gyerek részéről. John MacKenzie egy Skye-on született természetbarát volt, aki később a Brit-szigetek egyik első hivatásos túravezetője lett, és akiről a Cuillin Sgùrr Mhic Choinnich nevű hegyét elnevezték. Barátja, Newton Tribe később több európai csúcsot is meghódított. Kettejük expedíciójáról nem maradt fenn jelentés, így azt sem tudjuk, hogy honnan közelítették meg.

## A túra leírása
A túra útvonala nagyrészt megegyezik a Sgùrr a' Mhadaidh csúcsára vezető úttal. Az An Dorus a két csúcs közötti nyergen lévő átjáró, és a Greadaidh-re igyekvő túrázóknak jobbra, a déli oldalon kell kimászniuk belőle. A nyergen található egy másik átjáró is, ez az Eag Dubh, de ezt balra leereszkedve könnyedén ki lehet kerülni. Ezután a Szemölcs (The Wart) nevű sziklakiszögellés jelent akadályt, de ezt is meg lehet kerülni.

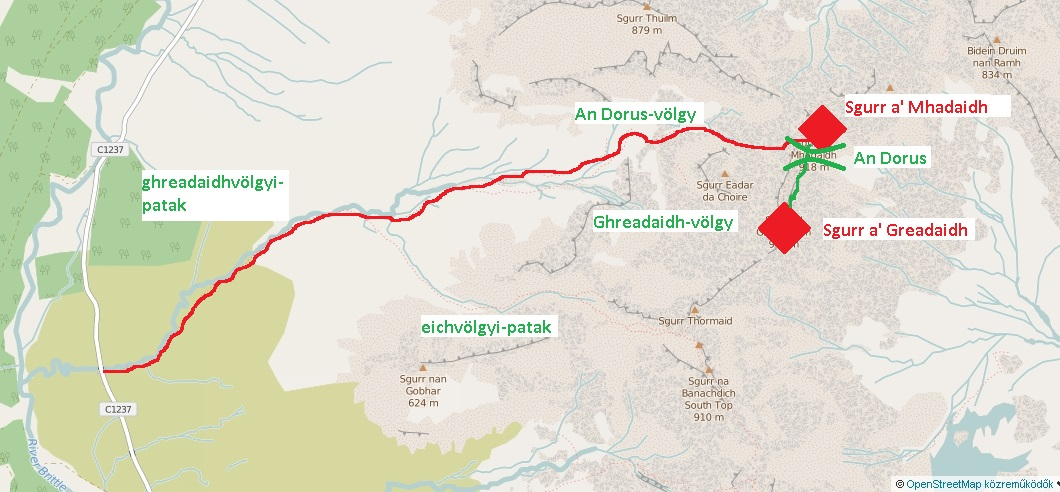
Piros: a felfelé vezető út, zöld: az An Dorustól a csúcsig vezető szakasz.

A 973 méteres csúcs a Fekete-Cuillin északi részének legmagasabb hegye, és a többihez hasonlóan jó kilátással rendelkezik. Aki a pár méterrel alacsonyabb déli csúcs felé akar átmenni, annak a Brit-szigetek egyik legkeskenyebb gerincszakaszával kell megküzdenie, amely meglehetősen kitett, és nagy óvatosságot igényel. Aki mégis a Sgùrr na Banachdich felé akar elindulni, annak meredek és kitett szakaszokra kell számítania, ezért a legoptimálisabb lehetőség visszatérni ugyanazon az útvonalon. Ha valaki a Sgùrr a' Mhadaidh csúcsát is meglátogatja, annak a 9-10 kilométeres sétára legalább 6-8 órát kell szánnia.